# Bactrocera duplicata
Bactrocera duplicata är en tvåvingeart som först beskrevs av Mario Bezzi 1916.  Bactrocera duplicata ingår i släktet Bactrocera och familjen borrflugor. Inga underarter finns listade.